# Folco Buzzacarini

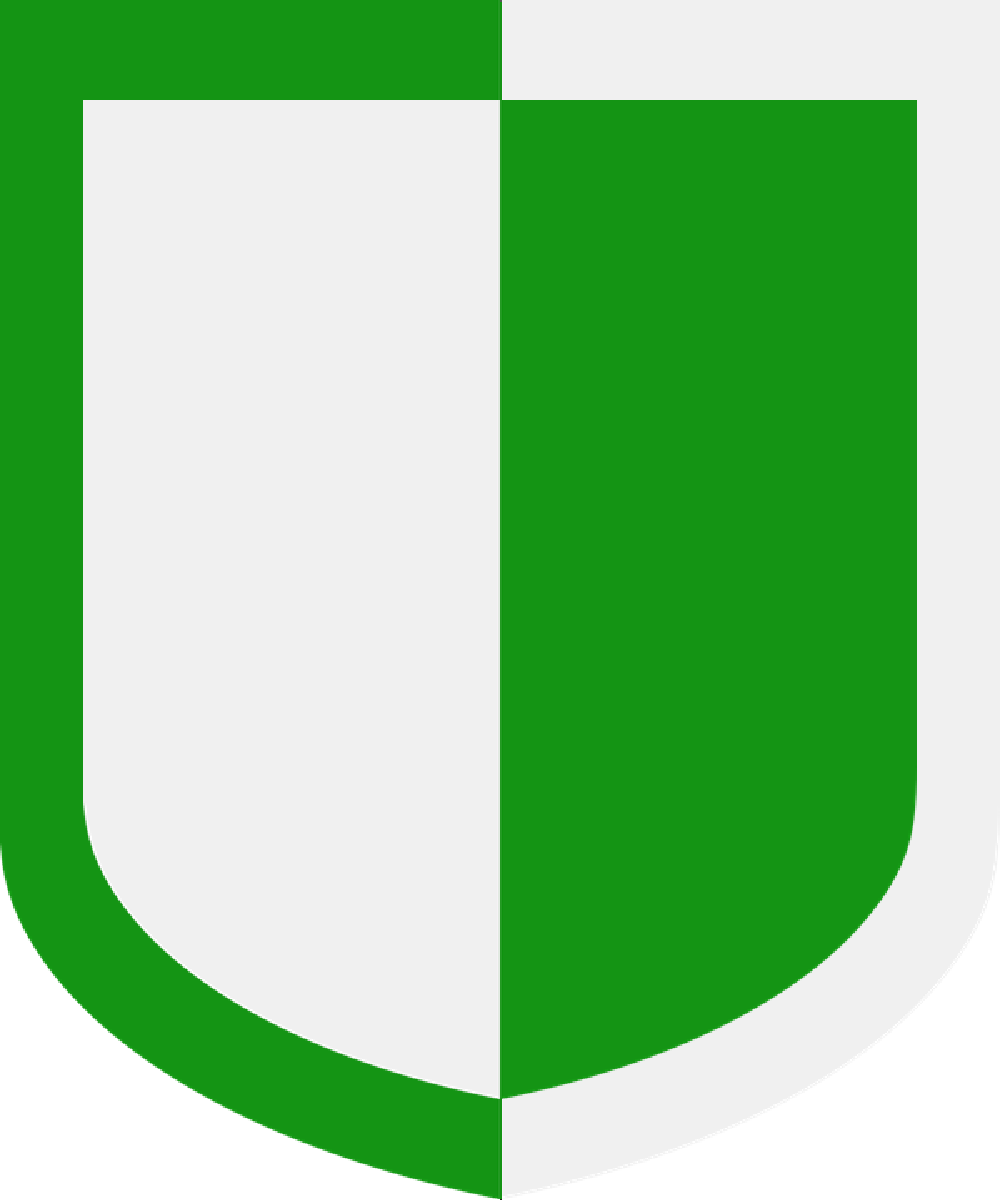
Stemma Buzzacarini

Folco Buzzacarini, o Folcone B., (Padova, prima metà del XIII secolo – ...), è stato un politico e giurista italiano.

## Biografia
Nacque in un'illustre famiglia padovana, figlio di Buzzacarino e di Maria Camposampiero. Il padre era stato professore di diritto civile presso l'università locale e podestà di Verona.
Sposò in prime nozze Castellana Camposampiero, sua parente, che gli diede Pantaleone e Dalia; si risposò poi con Beatrice di Tisone Proceri, signore di Tergola, da cui ebbe Tiso, Albrigetto, Oredico "Bresciano" e Salione.
Dopo aver conseguito il dottorato in diritto civile, nel 1259 si iscrisse al Collegio dei giudici di cui fu gastaldo nel 1266 e nel 1293. Nel 1274 figura tra i professori padovani in diritto civile. Nel 1275 ebbe l'incarico dal comune di Padova di redigere lo statuto della città assieme a Patavino de' Gambari. Gli fu riconfermato due anni dopo con Sinizio de' Bernardi e Pietro Dullo.
Nel 1262 fu podestà di Cividale, nel 1290 capitano del popolo di Bologna e nel 1295 podestà di Belluno. In un documento del 13 giugno 1289 è ricordato come difensore delle arti, capitano e conservatore della pace di Firenze. Nel 1278, come membro dell'esercito padovano, presenziò alla stipulazione di una lega tra Bologna e altri comuni.
L'ultima notizia che lo cita è del 1298, quando raggiunse Treviso per giudicare Rizzardo da Camino.